# Mihăești (Olt)
Pour les articles homonymes, voir Mihăești.
Mihăești est une commune du județ d'Olt en Roumanie.